# Mahmud III
Mansa Mahmud III, également connu sous le nom de Mamadou II, était mansa (roi des rois) de l'empire du Mali de 1496 à 1559. Il a été le dernier mansa à régner depuis Niani et est connu comme le mansa sous lequel le Mali a subi le plus de pertes sur son territoire.

## Nouvelle extension Songhaï
Les forces Songhaï sous le commandement d'Askia Mohammed I battent le général malien Fati Quali en 1502 et s'emparent de la province de Diafunu. En 1514, la dynastie Denanke est établie à Tekrour. Il ne faut pas longtemps avant que le nouveau royaume du Grand Fulo entre en guerre contre les provinces restantes du Mali. l'empire Songhaï s'empare des mines de cuivre de Takedda.

## Plus de discussions avec le Portugal
En 1534, Mahmud III reçut un autre envoyé portugais à la cour du Mali sous le nom de Peros Fernandes. Cet envoyé du port côtier portugais d'Elmina arrive en réponse au commerce croissant le long de la côte et à la demande désormais urgente du Mali d'assistance militaire contre Songhaï. Pourtant, aucune aide n'est venue et le Mali doit voir ses possessions tomber une à une.

## L'essor de l'empire Kaabu
Le règne de Mansa Mahmud III voit également l'avant-poste militaire et la province de Kaabu devenir indépendants en 1537. L'empire Kaabu apparaît tout aussi ambitieux que le Mali à ses débuts et engloutit les dernières provinces gambiennes du Mali, Cassa et Bati.

## Sac de Niani
Le moment le plus marquant du règne de Mahmud III est le conflit final entre le Mali et les Songhaï en 1545. Les forces Songhaï dirigées par le frère d'Askia Ishaq, Askia Daoud, limogent Niani et occupent le palais. Mansa Mahmud III est contraint de fuir Niani pour les montagnes. En une semaine, il regroupe ses forces et lance une contre-attaque réussie forçant les Songhaï à quitter définitivement le Manden. L'empire Songhaï tient en échec les ambitions du Mali, mais ne conquiert jamais complètement ses anciens maîtres.

## De Niani à Kangaba
Après avoir libéré la capitale, Mahmud III l'abandonne pour une nouvelle résidence plus au nord. Pourtant, il n'y a pas de fin aux problèmes du Mali. En 1559, le royaume du Fouta Tooro réussit à prendre Tekrour. Cette défaite réduit le Mali au Manden proprement dit avec un contrôle s'étendant seulement jusqu'à Kita à l'ouest, Kangaba au nord, la boucle du fleuve Niger à l'est et Kouroussa au sud.

## Voir également
- Empire du Mali
- Dynastie Keita